# Бердашен (Ширак)
Бердашен (арм. Բերդաշեն) — населенный пункт в Армении. Находится в Ширакской области. 
Расположено на берегу озера Арпи.
Вместе с селом Пахакн составляет одноимённую общину. Численность населения — 275 человек (2012, с селом Пахакн).

## Экономика
Основные виды деятельности населения — скотоводство, рыболовство и земледелие.